# Gare de Guérande
La gare de Guérande était une gare ferroviaire française du court embranchement, de La Baule-Escoublac à Guérande, de la ligne de Saint-Nazaire au Croisic, située sur le territoire de la commune de Guérande, dans le département de la Loire-Atlantique en région Pays de la Loire.
Elle est mise en service en 1879 par l'Administration des chemins de fer de l'État, puis devient une gare de la compagnie du chemin de fer de Paris à Orléans (PO) en 1884.
Elle est fermée en 1990 par la Société nationale des chemins de fer français (SNCF).

## Situation ferroviaire
Établie à environ 47 mètres d'altitude, la gare de Guérande était située à l'extrémité de la ligne de La Baule-Escoublac à Guérande, dont elle était l'unique gare, outre la gare de bifurcation de La Baule-Escoublac.

## Histoire
La gare de Guérande est mise en service le 11 mai 1879 par l'Administration des chemins de fer de l'État, lorsqu'elle ouvre à l'exploitation la ligne de Saint-Nazaire au Croisic et son embranchement de La Baule-Escoublac à Guérande. Édifiée à l'extérieur des remparts, au nord de la « porte vannetaise », elle est inaugurée par le ministre des travaux publics.

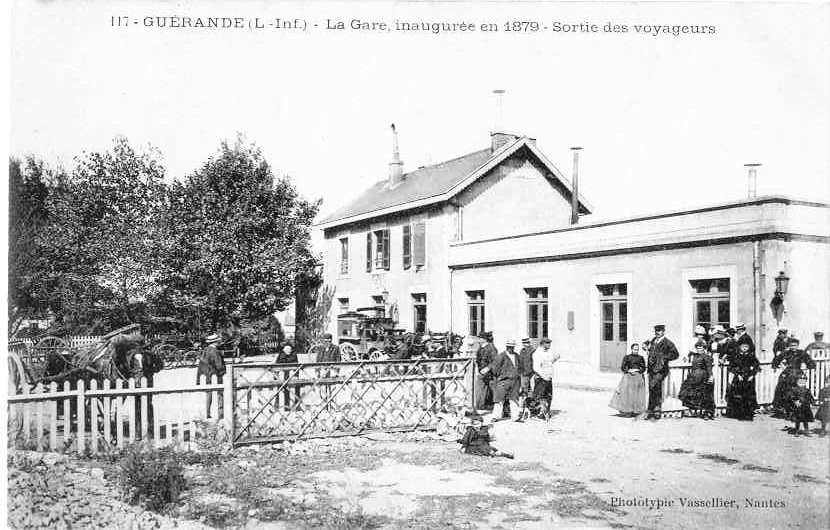
La gare vers 1900.

En 1884, la « gare de Guérande » entre dans le réseau de la Compagnie du chemin de fer de Paris à Orléans (PO) qui comptabilise sa recette annuelle à partir du 30 janvier. Avec un total de 108 376 francs elle se situe à la troisième place sur les sept gares que compte la ligne et de son embranchement sur Guérande.
En 1907, la Compagnie des chemins de fer du Morbihan ouvre une ligne à voie métrique, de 34 kilomètres entre Herbignac et Guérande. La gare d'échange est située à proximité de la gare de la voie à écartement normal.
La ligne d'Herbignac et la gare du tramway à voie métrique ferment en 1938.
La gare est définitivement fermée à tous trafics le 30 septembre 1990 lors de la fermeture de l'embranchement (ligne déclassée le 22 février 1991 puis déposée).

## Services des voyageurs
Gare fermée et détruite.